# Liste de valses
Pour un article plus général, voir Valse.

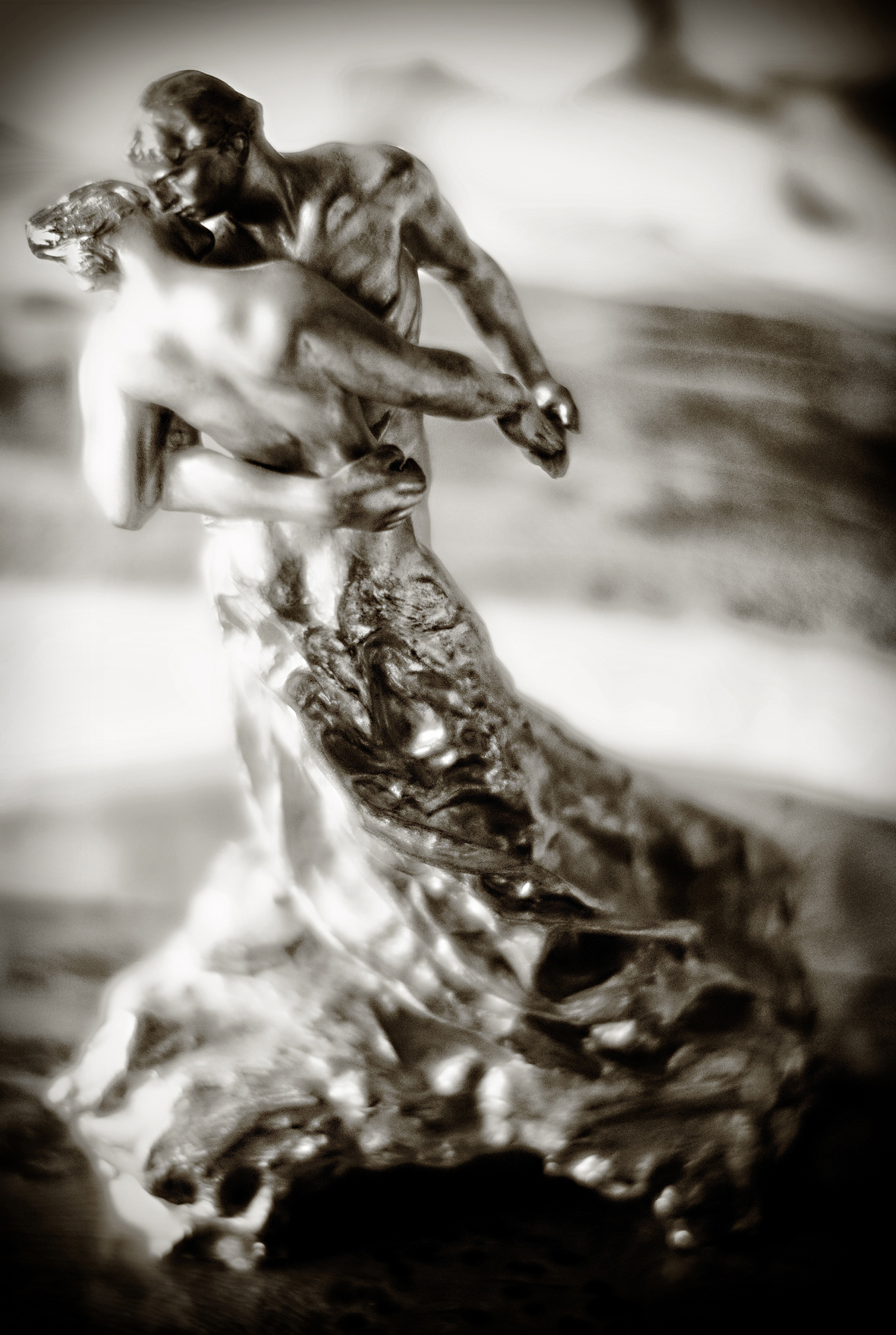
La Valse, de Camille Claudel.

Cette page est une liste de valses célèbres.

## En musique classique
- 1819 : Invitation à la Danse, de Carl Maria von Weber, pièce pour piano (Rondo für Klavier solo), orchestrée par Berlioz en 1841 sous le nom Invitation à la Valse
- 1830 : 2e mouvement de la Symphonie fantastique, d'Hector Berlioz
- 1835 : Valse de l'adieu, en la bémol majeur, opus 69 n° 1, de Frédéric Chopin
- 1847 : Valse op. 64 n° 1 (Valse minute) et nº 2 (Valse pure) de Frédéric Chopin
- 1848 : Valse en la mineur n° 19 opus 150 de Frédéric Chopin
- 1859 : Valse du Faust, de Charles Gounod
- 1867 : Le Beau Danube bleu, de Johann Strauss fils
- 1873 : Wiener Blut (Sang viennois, ou Esprit viennois), de Johann Strauss fils
- 1874 : Valse de La Chauve-Souris, opérette de Johann Strauss fils
- 1877 : Valse-scherzo pour violon et orchestre, de Piotr Ilitch Tchaïkovski
- 1880 : Les Flots du Danube, de Iosif Ivanovici
- 1882 : Valse sentimentale pour piano de Piotr Ilitch Tchaïkovski
- 1882 : Les Patineurs, d'Émile Waldteufel
- 1883 : Voix du printemps, de Johann Strauss II (fils).
- 1884 : Sobre las olas, de Juventino Rosas
- 1889 : Valse de l'empereur, de Johann Strauss fils
- 1892 : Valse des fleurs de Casse-Noisette, de Piotr Ilitch Tchaïkovski
- 1896 : Valse de Musetta dans la Bohème, de Giacomo Puccini
- 1899 : Valse nonchalante op.110, orchestrée en 1921, Valse langoureuse op.120 (1903), Valse mignonne op.104 (1896), Valse canariote op.88 (1888), Valse gaie op.139 (1912), pour piano, Caprice-Valse op.76 pour piano et Orchestre de Camille Saint-Saëns
- 1901 : Valse folle (1898) et Valse très lente, de Jules Massenet
- 1904-6 : Valse triste, de Jean Sibelius (Kuolema op. 44 )
- 1905 : Valse de Salomé (Danse des sept voiles) dans Salomé, de Richard Strauss
- 1906 : Sur les collines de Mandchourie, d'Ilia Chatrov
- 1909 : Les vagues de l'Amour, de Max Kyuss
- 1911-12 : Valses nobles et sentimentales pour piano puis pour ballet, de Maurice Ravel
- 1919-20 : La Valse, poème chorégraphique de Maurice Ravel
- 1938 : Valse n° 2, de Dmitri Chostakovitch

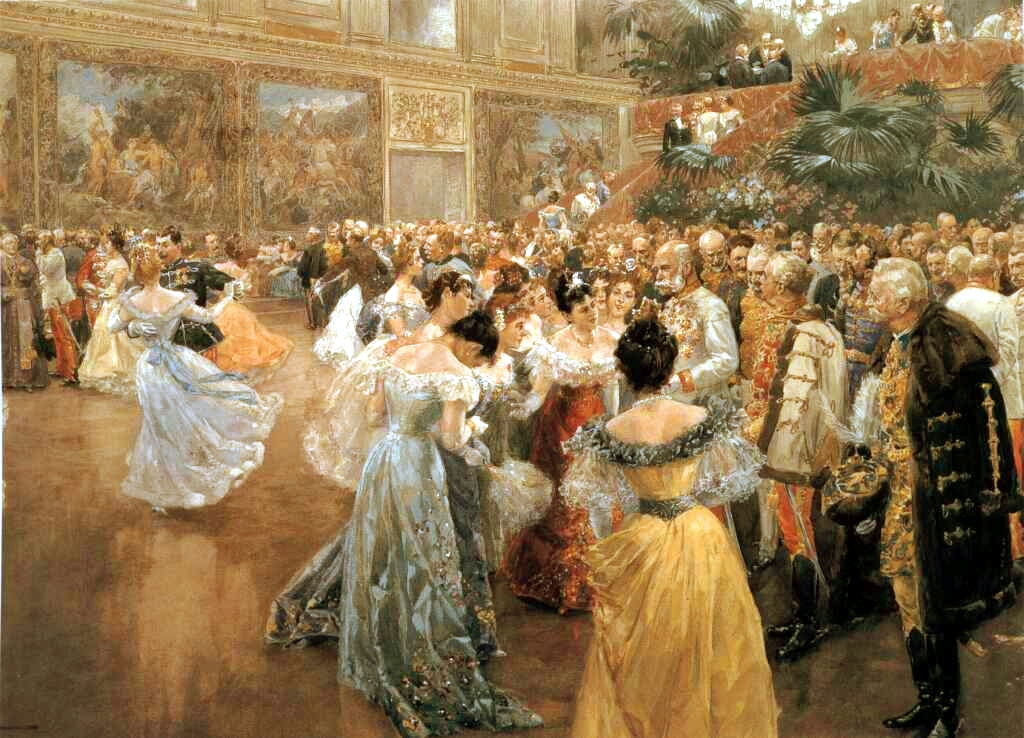
Bal de cour du Hofburg à Vienne par Wilhelm Gause (1900).

## En chanson

### Chanson française
Les valses classiques et très connues telles que le Beau Danube bleu sont parfois un peu difficiles à danser car longues (dans les 10 min) et avec des ruptures de rythmes. Pour danser, il existe les titres dans la chanson française tels que :

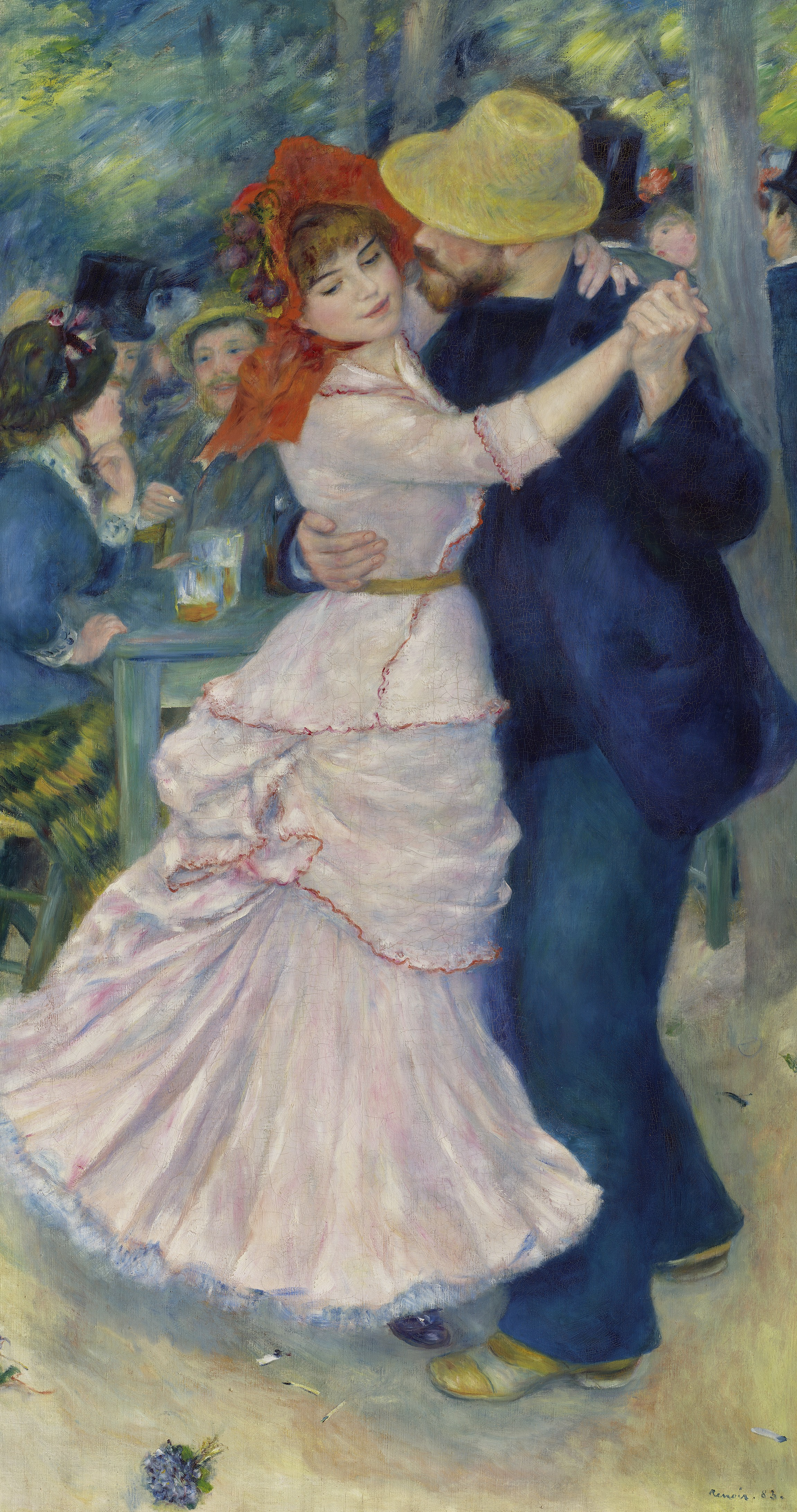
La Danse à Bougival d'Auguste Renoir (1883).

La Dernière Valse par Clarence F. Underwood (1912).

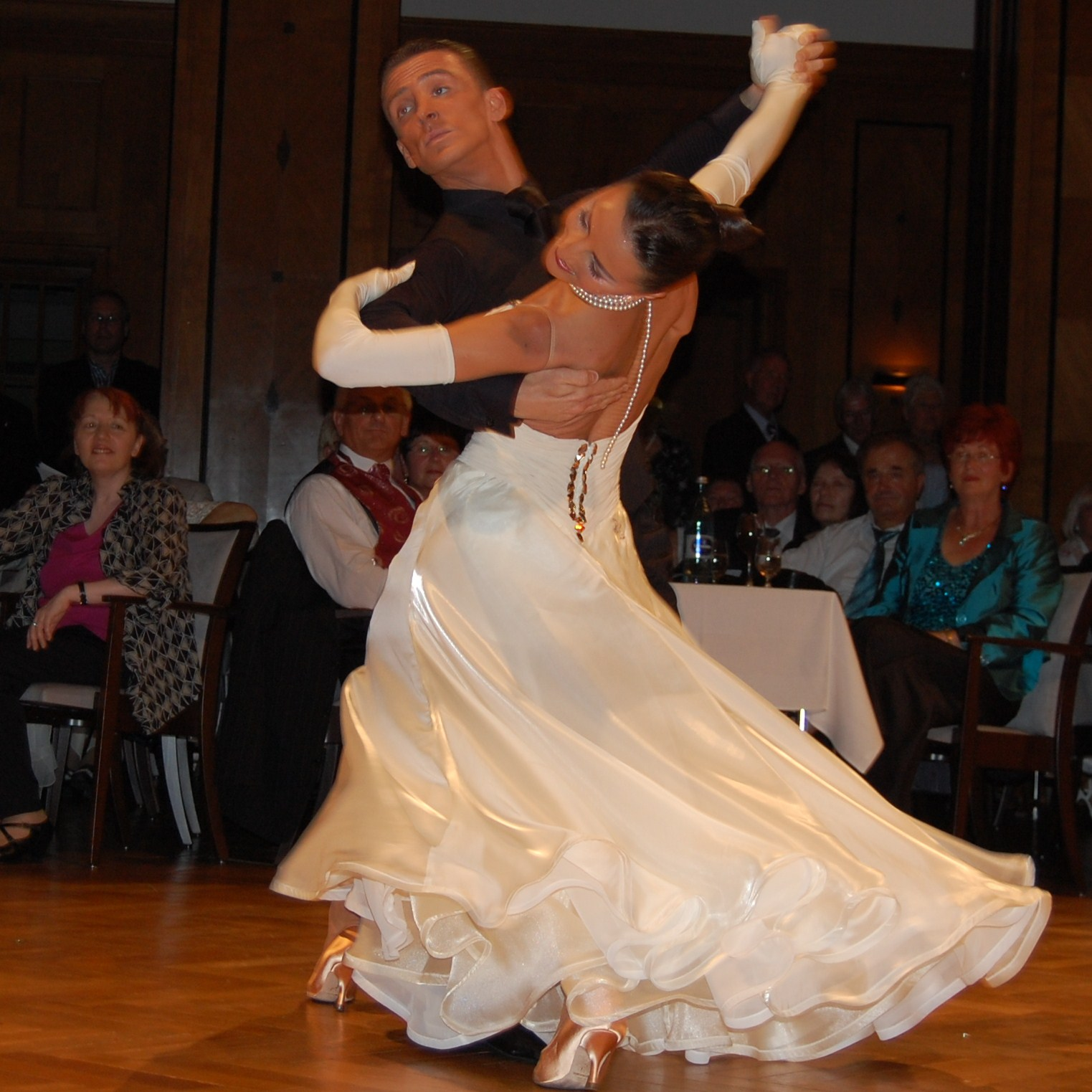
Championnat de valse viennoise

- 1867 : Le Temps des cerises, Jean-Baptiste Clément
- 1898 : La Paimpolaise, Théodore Botrel (Théodore Botrel - Feautrier)
- 1909 : L'Heure exquise, Henri Defreyn et Constance Drever (paroles de Robert de Flers, musique de Franz Lehar) de l'opérette La Veuve joyeuse
- 1909 : La Valse brune, Lucienne Delyle (Krier)
- 1939 : On n'a pas besoin de la lune, Lucienne Delyle
- 1912 : Le Dénicheur, Berthe Sylva (Agel-Daniderff)
- 1912 : L'Hirondelle du faubourg, Gaston Dona (Bénech et Dumont)
- 1912 : La Femme aux bijoux, Gaston Dona (Bénech et Dumont)
- 1927 : Madame Arthur, Yvette Guilbert (Paul de Kock-Guilbert)
- 1928 : Sous les ponts de Paris, Georgel (Vincent Scotto-Rodor)
- 1929 : Ça gaze, de V. Marceau
- 1930 : Frou-frou, Berthe Sylva  (Blondeau-Chateau)
- 1930 : À la Varenne, André Perchicot (paroles de Marc Hély, musique de J. Jekyll)
- 1933 : À Paris dans chaque faubourg, Lys Gauty (musique de Maurice Jaubert, paroles de René Clair), tiré du film Quatorze juillet de René Clair
- 1934 : Dédé de Montmartre, Albert Préjean (paroles de Gaston Montho, musique de Roger Dumas)
- 1934 : La guinguette a fermé ses volets, Damia (Montagné-Zwigel)
- 1935 : On n'a pas tous les jours vingt ans, Berthe Sylva (Pothier-Raiter)
- 1936 : Quand on s'promène au bord de l'eau, Jean Gabin, tirée du film La Belle Équipe (Julien Duvivier-Maurice Yvain)
- 1936 : C'est un mauvais garçon, Berthe Sylva (paroles de Jean Boyer, musique de Georges van Parys)
- 1937 : Les Roses blanches, Berthe Sylva (Pothier-Raiter)
- 1938 : La Java bleue, Fréhel (musique de Vincent Scotto, paroles de Koger & Renard), à la frontière entre valse et java
- 1939 : Sur les quais du vieux Paris, Lucienne Delyle (Poterat-Erwin)
- 1939 : Ça s'est passé un dimanche, Maurice Chevalier (van Parys-Boyer)
- 1939 : Comme de bien entendu, Arletty (Boyer-van Parys), tiré du film Circonstances atténuantes
- 1940 : Ça sent si bon la France, Maurice Chevalier (Louiguy-Larue)
- 1940 : On prend l'café au lait au lit, Pierre Dudan (Dudan-Gardoni)
- 1942 : Mon amant de Saint-Jean, Lucienne Delyle (Carrar-Angel)
- 1942 : Indifférence, Tony Murena
- 1943 : C'est la romance de Paris, Charles Trenet (Charles Trenet)
- 1943 : Ah ! le petit vin blanc, Lina Margy(paroles de Jean Dréjac, musique de Charles Borel)
- 1946 : Pigalle, Georges Ulmer (Georges Ulmer)
- 1946 : La Belle de Cadix, Luis Mariano (Vinci-Francis Lopez)
- 1948 : À Paris, Francis Lemarque (Francis Lemarque)
- 1950 : Domino, André Claveau (paroles de Jacques Plante, musique de Louis Ferrari)
- 1951 : Padam, padam..., Édith Piaf (paroles d'Henri Contet, musique de Norbert Glanzberg)
- 1952 : À Joinville le pont, Roger Pierre et Jean-Marc Thibault (paroles de Roger Pierre, musique d'Étienne Lorin)
- 1953 : La Foule, Édith Piaf (musique d'Angel Cabral, paroles d'Enrique Dizeo)
- 1953 : Moulin rouge, Mathé Altéry (paroles de Georges Auric, musique de J. Larue)
- 1954 : Un jour tu verras, Marcel Mouloudji (paroles de Mouloudji, musique de Georges van Parys), extrait du film Secrets d'alcôve
- 1956 : Les Amants d'un jour, Édith Piaf (paroles de Claude Delecluse, musique de Marguerite Monnot)
- 1957 : L'air de Paris, Francis Lemarque (paroles de Francis Lemarque, musique de Marc Heyral)
- 1958 : Le Vieux Léon, de Georges Brassens
- 1958 : À côté du canal, Francis Lemarque (Francis Lemarque)
- 1959 : La Valse à mille temps, Jacques Brel
- 1960 : Ma môme, Jean Ferrat
- 1962 : Accordéon, de Juliette Gréco (musique et paroles de Serge Gainsbourg)
- 1967 : La Dernière Valse, de Mireille Mathieu
- 1989 : Les Valses de Vienne, François Feldman
- 1989 : Ginette, Les Têtes Raides
- 1995 : J'envoie valser, Zazie (paroles de Zazie, musique de Phil Baron)
- 1999 : La valse misère, Debout sur le zinc
- 2002 : Mon amant de Saint-Jean, Patrick Bruel
- 2003 : Toutes les femmes sont belles, Frank Michael
- 2005 : Les Patineurs, Clarika (Émile Waldteufel)
- 2005 : La valse, Louise Attaque
- 2005 : La petite valse de Narbonne plage, Olivia Ruiz
- 2006 : Thinkink Out Loud, Emilíana Torrini
- 2007 : Se dire adieu, Debout sur le zinc[réf. nécessaire]
- 2011 : Bel amour, Émilie Simon[réf. nécessaire]
- 2014 : Les étoiles de Paris, Émilie Simon[réf. nécessaire]
- 2014 : The Eye of the Moon, Émilie Simon[réf. nécessaire]
- 2016 : Un homme debout, Claudio Capéo[réf. nécessaire]
- 2021 :  Voilà, Barbara Pravi[1]

### Valses en d'autres langues
- 1943 : Dans la forêt près du front, en russe

## Au cinéma, musiques de film
- 1928 : La Valse de l'adieu, d'Henry Roussell, film inspiré de l'histoire d'amour entre Frédéric Chopin et Maria Wodzińska, et de sa Valse de l'adieu, en la bémol majeur, opus 69 n° 1 de 1835.
- 1933 : À Paris dans chaque faubourg, Lys Gauty, musique du film Quatorze juillet, de René Clair
- 1936 : Quand on s'promène au bord de l'eau, Jean Gabin, musique du film La Belle Équipe de Julien Duvivier
- 1939 : Comme de bien entendu, Arletty, musique du film Circonstances atténuantes, de Jean Boyer
- 1956 : Kaiserwalzer de Sissi avec son époux l'empereur François-Joseph Ier d’Autriche, du film Sissi impératrice, d'Ernst Marischka[2].
- 1963 : Valse de la scène du bal du film Le Guépard de Luchino Visconti, musique de Nino Rota, d'après la Valse en fa majeur de Giuseppe Verdi
- 1990 : La Valse d'Augustine, de Vladimir Cosma, thème de la musique du film Le Château de ma mère, d'Yves Robert.
- 2001 : La Valse d'Amélie, de Yann Tiersen,  musique du film Le Fabuleux Destin d'Amélie Poulain, de Jean-Pierre Jeunet
- 2013 : La Dernière Valse, de Jo Yeong-wook
- 2016 : Planetarium de Justin Hurwitz dans La La Land